# Rexho Mulliqi
Rexho Mulliqi (født 18. marts 1923 i Guci, Montenegro - død 25. februar 1982) var en montenegrinsk/albansk komponist og musikpædagog.
Mulliqi hører til Albaniens fremmeste komponister. Han studerede i sine unge i år på musikkonservatoriet i Beograd, Serbien, og senere underviste han i Kosovo på musikhøjskolen i Pristina i harmonik og kontrapunkt.
Mulliqi har komponeret to symfonier, orkesterværker, kammermusik, korværker, klaverstykker, filmmusik etc. 

## Udvalgte værker
- Symfoni nr. 1 (1955) - for orkester
- Symfoni nr. 2 "Den kosovariske" (1972) - for orkester